# Johannes Burchart IX
Johannes Burchart IX (von Bélavary de Sycava), né à Tallinn en 1808 et mort à Munich en 1869 et un docteur et le pharmacien-propriétaire de la  Raeapteek de Tallinn.
Fils de Johannes Burchart VIII, Burchart IX retourne à Tallinn en 1842 après avoir occupé le poste de pharmacien de l'Université de Tartu. En raison d'une santé fragile il délègue ses tâches à Piers Rudolph Lehbert (1820–1888) à qui il loue la pharmacie. C'est le début du déclin de la Raeapteek.
Il est le père de Johannes Burchart X, dernier de la dynastie des pharmaciens Burchart.

## Source, lien externe
- Gustavson. H., Tallinna vanadest apteekidest. Tallinn 1972 sur raeapteek.ee
- Caveau "famille von Scycava", Ancien cimetière du Sud, Munich